# Рикс, Грэм
Грэм Сирил Рикс (англ. Graham Cyril Rix; 23 октября 1957 года, Донкастер, Англия) — английский футболист, левый полузащитник. Известен по выступлениям за «Арсенал». После завершения карьеры футболиста тренировал ряд известных английских клубов.

## Клубная карьера
Рикс является воспитанником клуба «Арсенал», в котором в 1975 году и начал свою профессиональную карьеру. За 13 лет в «Арсенале» Рикс сыграл за него в более 350 матчах, стал обладателем Кубка Англии и Кубка лиги. В сезоне 1979/80 он вместе с клубом дошёл до финала Кубка обладателей кубков, где «Арсенал» в серии послематчевых пенальти уступил «Валенсии», причём Рикс не забил решающий пенальти. После ухода из «Арсенала», вследствие череды травм ахилла, в 1988 году он переправился во Францию, где успешно выступал за «Кан» и «Гавр». Завершил карьеру в 1993 году в шотландском «Данди». Через два года после окончания карьеры он будучи тренером в структуре «Челси», вследствие большого количества травм в команде был заявлен в качестве игрока и провёл один матч в чемпионате.

## Карьера в сборной
В составе национальной сборной Рикс дебютировал 10 сентября 1980 года, в матче против сборной Норвегии. Всего в составе сборной провёл 17 матчей, голов в которых не забивал. Был в составе команды на чемпионате мира 1982 года.

## Тренерская карьера
После завершения карьеры футболиста Рикс стал тренером юношеских команд в «Челси», в 2000 году в одной игре, вместе с Рэем Уилкинсом был исполняющим обязанности главного тренера. В начале 21-го века возглавлял английские клубы низших дивизионов, в 2005 стал главным тренером клуба шотландской Премьер-лиги «Харт оф Мидлотиан», но вследствие неудовлетворительных результатов был через полгода уволен. После этого 6 лет был без тренерской работы, возобновив её в 2012 году, на два месяца возглавив клуб «Сентрал» из Тринидада и Тобаго. С 2013 по 2017 годы Рикс тренировал клуб 9-го дивизиона «Портчестер».

## Сексуальный скандал
В 1999 году Рикс был приговорен к 12 месяцам тюремного заключения за сексуальную связь с 15-летней девушкой, кроме того ему было запрещено работать тренером в детских и юношеских командах.

## Достижения
- Финалист Кубка обладателей кубков (1): 1979/80.
- Обладатель Кубка Англии (1): 1978/79.
- Обладатель Кубка лиги (1): 1986/87.